# Anthericopsis sepalosa
Anthericopsis sepalosa là một loài thực vật có hoa trong họ Commelinaceae. Loài này được (C.B.Clarke) Engl. mô tả khoa học đầu tiên năm 1897.